# 蘭道氏槍蝦
蘭道氏槍蝦（学名：Alpheus randalli）为槍蝦科槍蝦屬下的一个种。